# André Blanchard (peintre)
Pour les articles homonymes, voir Blanchard et André Blanchard.
André Blanchard est un peintre français né le 30 octobre 1800 à Lyon (Rhône), et mort le 21 décembre 1850 dans cette même ville.

## Biographie
André Blanchard est né à Lyon le 30 octobre 1800. Il entre à l'école des beaux-arts de Lyon en 1815 où il suit notamment les cours de Fleury Richard ; en 1819, il obtient le deuxième prix de la première classe de dessin. En 1820, il part à Paris pour suivre les cours du baron Gros. Il reste huit ans dans l'atelier de ce maître. Dès cette époque, il entame une carrière de portraitiste, notamment lors de ses séjours à Lyon.
André Blanchard débute au Salon de 1827 où il présente trois portraits. Il demeure à cette époque à Paris au no 18 de la rue Saint-André-des-Arcs dans le quartier Saint-Jacques.
Il revient sur Lyon en 1828 et y reste jusqu'en 1831, travaillant à de nombreuses commandes. En 1831, il part faire un long voyage en Italie et, à son retour, présente plusieurs œuvres sortant du cadre unique du portrait dans lequel il s'était tenu jusqu'à présent. De cette époque date un tableau d'Erigone et un de Savonarole.
En 1835, cet artiste reçoit la commande de l'archevêque de Lyon d'un tableau destiné à la chapelle du Sacré-Cœur du Lycée Jean-Baptiste de La Salle, pour un retable dessiné par l'architecte Antoine-Marie Chenavard.
En 1836, il obtient la commande d'un tableau sur L'Adoration du Sacré-Cœur destiné à la chapelle du Sacré-Cœur de la cathédrale Saint-Jean édifiée par Paul Chenavard et accompagné de sculptures de Jean-François Legendre-Héral,.
En 1839, il remplace M. Grobon à l'école des beaux-arts de Lyon dans un cours où il enseigne la théorie des ombres et la construction de la figure humaine. Il mène en parallèle la plus riche période créative de sa carrière. C'est ainsi en 1844 qu'il peint le portrait de sa fille Benoite. En 1842, il a Jean-Baptiste Poncet comme élève.
Il tient son cours jusqu'en 1849, date à laquelle une lourde maladie l'oblige à confier son cours à M. Rey. Il décède le 21 décembre 1850.

## Œuvres

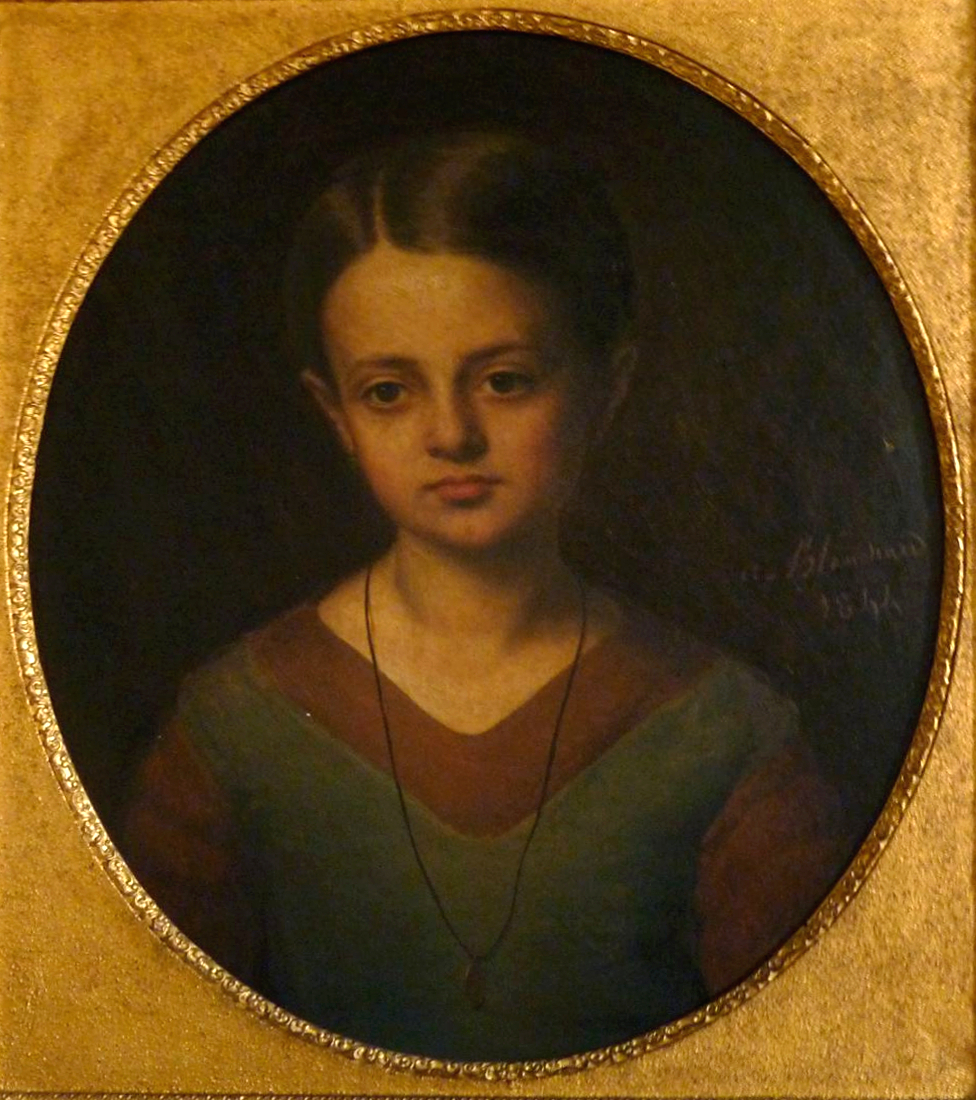
Benoite, 1844, Collection particulière

### Œuvres dans les collections publiques
- Lyon, cathédrale Saint-Jean : L'Adoration du Sacré-Cœur, 1836, huile sur toile, classé aux monuments historiques[6] ;
Sur la droite, la banderole indique « O Cor Amoris Victima ». Ce tableau est proposé au classement des Monuments historiques le 21 avril 1977[7].
- Lyon, musée des beaux-arts : Portrait de l'auteur, 1838, huile sur toile.

### Autres œuvres
- Napolitaine[8].
- Benoite, 1844.
- Erigone.
L'œuvre est jugée très réussie et le critique Martin-Daussigny espère en 1851 qu'il sera acquis par le musée de Lyon[9].
- Savonarole.
Le Savonarole est jugé plus faible que l'Erigone[10].
- L'ange apportant à Élie endormi le pain et le vase d'eau
Il semble que cette toile soit restée non-achevée[10].
- La Vision de Sainte-Thérèse
Destiné au couvent des Carmélites[11].

## Salons
- Salon des artistes français de 1827:
  - Portrait du général Chareyre, huile sur toile ;
  - Portrait de Mr Laresche, horloger mécanicien, huile sur toile ;
  - Portrait de Mme ***.